# Fuck the World (EP)
Fuck the World è quarto EP del cantante statunitense Brent Faiyaz, pubblicato il 7 febbraio 2020 su etichetta discografica Lost Kids Music.

## Antefatti e promozione
Prima della pubblicazione dell'EP Faiyaz ha rilasciato due singoli: Fuck the World (Summer in London) e Rehab (Winter in Paris), pubblicati rispettivamente il 22 luglio e il 21 settembre 2019. Il 25 dicembre 2019 Faiyaz ha annunciato l'album e quattro giorni dopo ha reso disponibile il video musicale di Rehab (Winter in Paris). Un remix di Fuck the World (Summer in London) in collaborazione con il rapper statunitense 2 Chainz è stato reso disponibile il 24 luglio 2020.

## Riconoscimenti

### Riconoscimenti di fine anno
- 26º — Complex[10]
- 10° — Highsnobiety[11]
- 36º — NPR Music[12]
- 10° — Vice[13]

## Tracce
1. Skyline – 2:09 (Christopher Wood, Fabbien Nahounou, Jason Avalos)
2. Clouded – 1:50 (Christopher Wood, Carlos Munoz, Christopher Ruelas, Samuel Wishkoski)
3. Been Away – 3:44 (Christopher Wood, Carlos Munoz, Christopher Ruelas, David Patino, Jacob Dutton, James Jeanty, Jariuce Banks, John Key, Jonathan Wells, Samuel Wishkoski)
4. Fuck the World (Summer in London) – 3:57 (Christopher Wood, David Patino, Jason Avalos)
5. Let Me Know – 3:35 (Christopher Wood, Carlos Munoz, David Jariuce Phelps, Banks, Jonathan Wells)
6. Soon az I Get Home – 1:35 (Christopher Wood, Atupele Ndisale, David Patino, Gabe Noel)
7. Rehab (Winter in Paris) – 3:00 (Christopher Wood, Dion Wilson, Fabbien Nahounou, Steve Wyreman)
8. Bluffin – 3:16 (Christopher Wood, Atupele Ndisale, David Patino, Jason Avalos, Playa Fly)
9. Lost Kids Get Money – 2:58 (Christopher Wood, Jason Avalos)
10. Make It Out – 0:31 (Christopher Wood, Carlos Munoz, Jariuce Banks)

## Classifiche
| Classifiche (2020-23) | Posizione massima |
| --------------------- | ----------------- |
| Lituania              | 75                |
| Regno Unito           | 70                |
| Stati Uniti           | 20                |